# Alex Lynn
Alexander George Lynn (Great Dunmow, 17 de setembro de 1993), mais conhecido como Alex Lynn, é um automobilista britânico que atualmente compete no Campeonato Mundial de Endurance da FIA pilotando o carro número 2 da Cadillac V-Series.R pela Cadillac Racing. Anteriormente, competiu na Fórmula E, tendo passagens pelas equipes DS Virgin, Panasonic Jaguar e Mahindra. Foi campeão da European Le Mans Series em 2023 e da GP3 Series em 2014. Venceu o Grande Prêmio de Macau de 2013.

## Biografia
Alexander George Lynn nasceu em Great Dunmow, pequena cidade situada no distrito de Uttlesford, em Essex, Inglaterra, sendo filho de Shaun Lynn, presidente da companhia BGC Partners, e piloto, que chegou a correr nas 24 Horas de Le Mans. Alex, como é popularmente conhecido, se introduziu nas corridas por meio de motocicletas, fazendo posteriormente a transição para o automobilismo. A BGC, empresa de seu pai, patrocinou sua carreira. Atualmente, reside em Londres, e nas horas vagas, pratica esqui.

## Carreira

### Kart
Lynn começou sua carreira no kart aos onze anos com a Andy Cox Racing. Em 2008, após quatro anos nas classes Mini Max e JICA, ele mudou para a Ricky Flynn Motorsport para competir na categoria KF2 , terminando o campeonato britânico de KF2 na sexta colocação.

### Fórmula Renault
Em 2009, Lynn fez sua estreia em monopostos participando da Fórmula Renault UK Winter Cup pela Fortec Motorsport, terminando em décimo na classificação. Ele terminou a principal Fórmula Renault UK Series na mesma posição, vencendo a Graduate Cup ao marcar seu primeiro pódio na corrida final da temporada em Brands Hatch. 

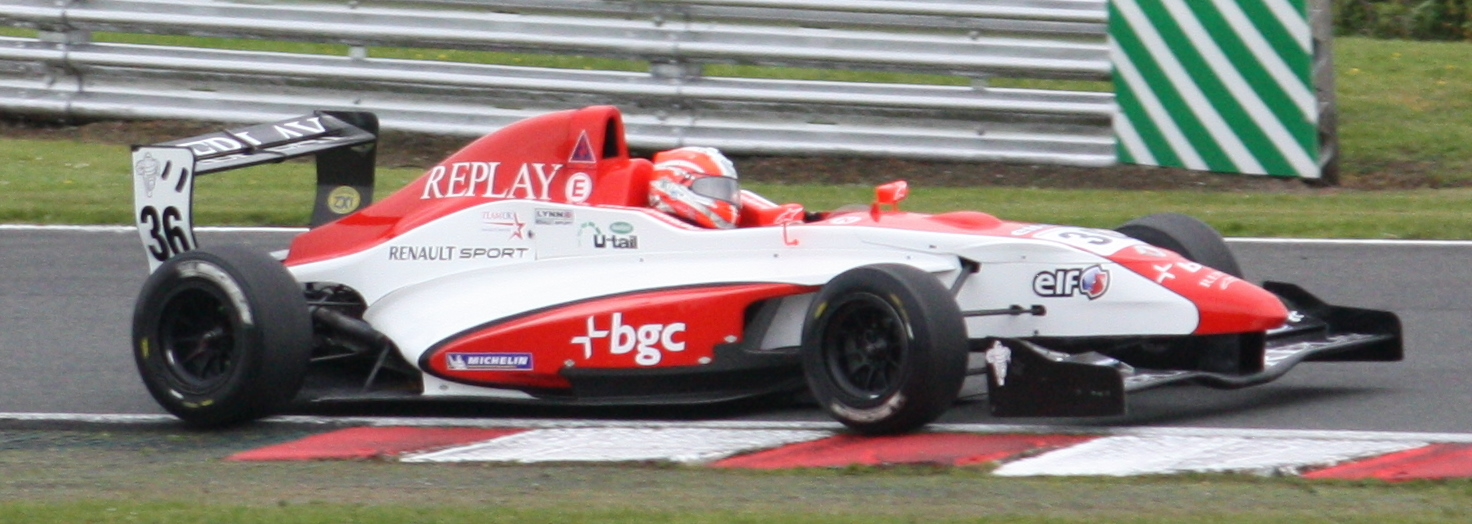
Lynn na Fórmula Renault em 2011

Lynn continuou sua colaboração com a Fortec para a Fórmula Renault UK Winter Cup de 2010, na qual foi campeão com três vitórias e 146 pontos, dezessete a mais do que o finlandês Joni Wiman. Na série principal de 2011, Lynn obteve doze vitórias e quinze pódios em vinte provas, sendo campeão de forma dominante, acumulando 521 pontos e superando Oliver Rowland, o vice-campeão, por 46 pontos. Ele também apareceu na Eurocopa de Fórmula Renault 2.0 em Hungaroring e Silverstone. Seu melhor resultado foi o segundo lugar da pole em Silverstone.

### Toyota Racing Series
No intervalo entre a Winter Cup de 2010 e a Fórmula Renault UK Series de 2011, ele competiu na Toyota Racing Series com a Giles Motorsport, terminando em nono com uma vitória na primeira rodada no Teretonga Park.
Lynn retornou à Nova Zelândia em janeiro de 2013 para disputar a TRS novamente; desta vez com a M2 Competition. Ele obteve 4 pole positions,  9 pódios, com três deles sendo vitórias, e 3 voltas mais rápidas, que lhe deram 803 pontos e o 2º lugar geral e o piloto internacional mais bem colocado, com Lynn ficando abaixo apenas de Nick Cassidy, que somou 112 pontos a mais.

### Fórmula 3
Em 20 de outubro de 2011, foi anunciado que Lynn representaria a Fortec Motorsports em 2012 pelo quarto ano consecutivo no Campeonato Britânico de Fórmula 3. Lynn terminou a temporada em 4º lugar, com uma vitória em Silverstone e 5 pódios. Além disso, ele participou de rodadas selecionadas da Fórmula 3 Euro Series, conquistando 2 pódios.
Em 15 de novembro de 2012, foi anunciado que Lynn se mudaria para a Prema Powerteam e correria no Campeonato Europeu de Fórmula 3 da FIA para a temporada de 2013. Lynn alcançou o 3º lugar geral no campeonato e foi o piloto novato mais bem colocado, com 3 vitórias, 14 pódios e 5 pole positions, com três delas vindo em sua rodada em casa em Brands Hatch.

#### Grande Prêmio de Macau
Em novembro de 2012, Lynn viajou para a China para competir no Grande Prêmio de Macau. Lynn conquistou a pole position para a corrida de qualificação, o primeiro estreante a fazê-lo desde 2006. Na corrida em si, Lynn terminou no pódio na terceira posição e como o piloto estreante mais bem colocado no geral.
Em novembro de 2013, Lynn voltou ao Grande Prêmio de Macau com a Theodore Racing by Prema, uma colaboração entre a SJM Holdings, a Theodore Racing de Teddy Yip Jr e a Prema Powerteam. A Theodore Racing havia aparecido pela última vez na tradicional prova asiática em 1992 e estava comemorando 30 anos de sua vitória com Ayrton Senna ao volante. Lynn venceu a corrida de qualificação para lhe dar a pole position para a corrida principal e passou a dominar a corrida principal do início ao fim; tornando-se o primeiro britânico a vencer o GP macaense desde 2007.

### GP3 Series

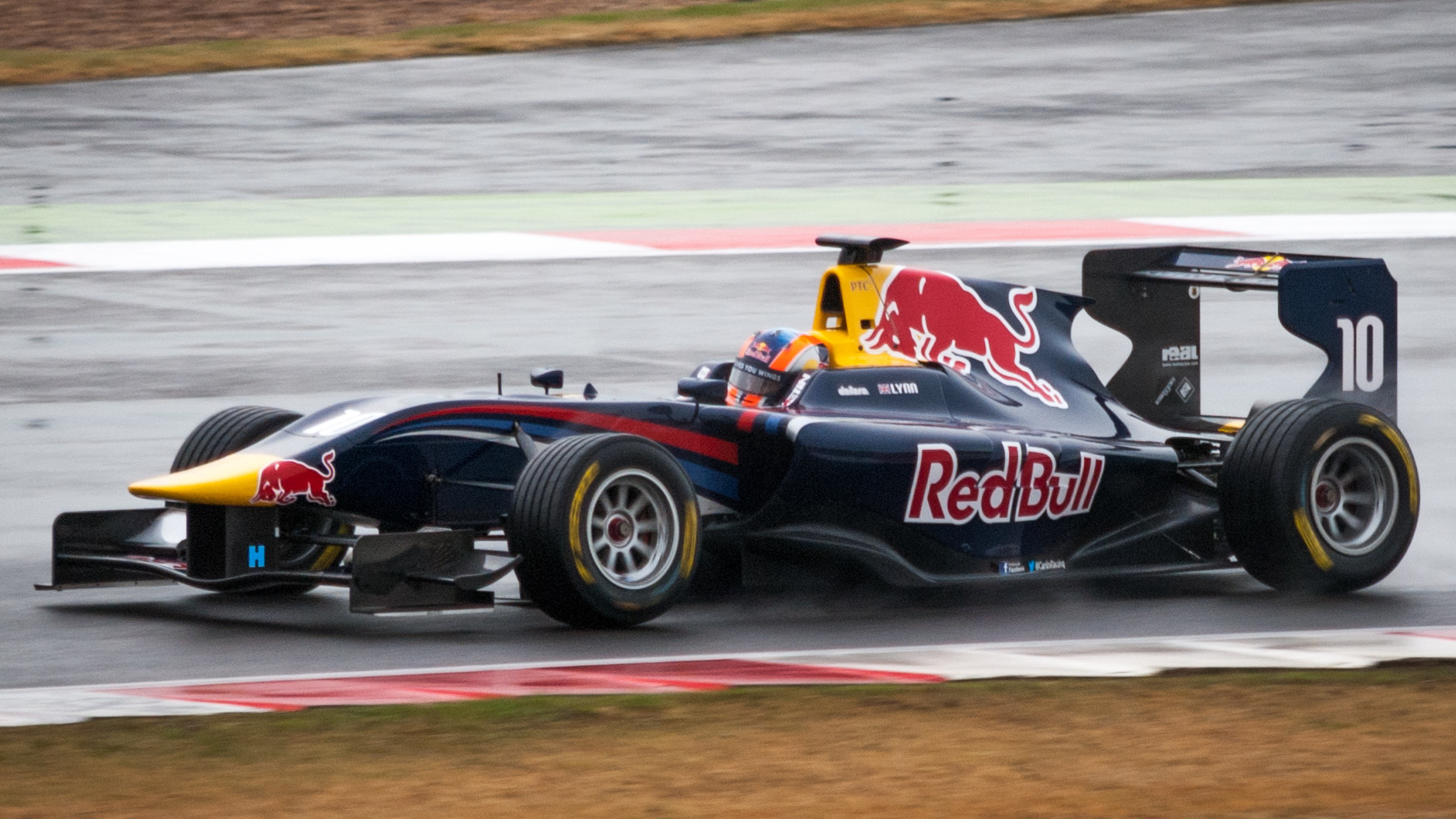
Lynn em Silverstone em 2014

Lynn competiu na GP3 Series em 2014 pela Carlin Motorsport, como membro do programa Red Bull Junior Team. Seus companheiros foram Emil Bernstorff e Luís Sá Silva. Lynn teve três vitórias, conquistadas nas corridas longas de Barcelona e de Valência, e na corrida curta de Spa-Francorchamps. Ao todo, fez oito pódios, pontou em dezesseis das dezoito provas e controlou o campeonato para se sagrar campeão durante a etapa classificatória de Abu Dhabi, beneficiado pelo fato de que seu maior rival, Dean Stoneman, não conseguiu marcar a pole. Lynn fechou o ano com 207 pontos, 44 a mais do que Stoneman, que ficou com o vice.

### GP2 Series
Lynn disputou a temporada de 2015 da GP2 Series pela equipe DAMS, sendo companheiro de Pierre Gasly, colega da RBJT. O britânico obteve duas vitórias na Catalunha e na Hungria, fazendo mais dois terceiros lugares terminando o ano com 110 pontos, mesma quantidade alcançada por Raffaele Marciello e por Gasly. Mas Lynn terminou à frente deles, em sexto lugar.
Lynn seguiu na DAMS para 2016, ganhando como novo companheiro Nicholas Latifi. Além de vencer novamente na Catalunha, Lynn teve mais duas vitórias em Hockenheim e em Yas Marina, na prova que encerrou a temporada, e fez mais dois pódios. Mas embora tenha superado o companheiro Latifi por mais de cem pontos de vantagem, Lynn ficou distante da briga pelo título, que foi para seu ex-companheiro Gasly. Assim, o britânico encerrou a GP2 no mesmo sexto lugar da temporada passada, somando 124 pontos, apenas dois acima do sétimo colocado Jordan King.

### Fórmula 1

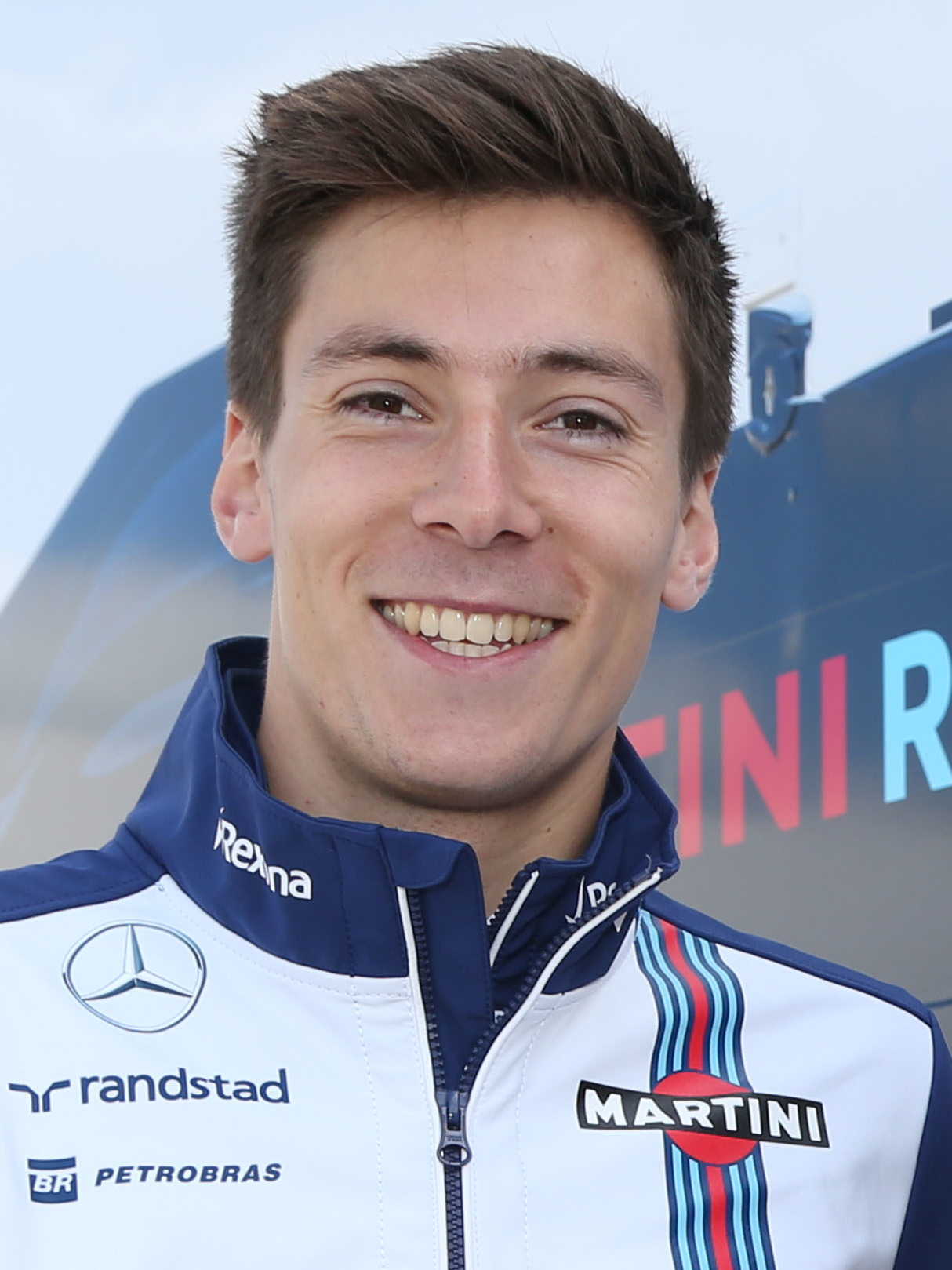
Alex Lynn em 2015

Lynn foi membro da Red Bull Junior Team, programa de jovens pilotos da equipe de F1 Red Bull Racing. Seu primeiro teste com um carro da F1 veio após ele conquistar o título da GP3 Series, quando ele guiou um carro da Lotus no final de 2014. Em 2015, Lynn rompeu os laços com a Red Bull e passou a ser piloto de desenvolvimento da Williams. Em maio daquele ano, Lynn teve seu primeiro contato com o carro da Williams ao participar dos testes após o GP da Espanha, onde completou 52 voltas e fez o quinto melhor tempo. Em junho, ele e Felipe Massa se revezaram no FW13B, carro da Williams de 1990, durante o Festival de Goodwood. Lynn foi mantido como piloto de desenvolvimento da Williams para 2016, participando dos testes pós-corrida em Barcelona e em Silverstone.

### Fórmula E
Em agosto de 2016, Lynn foi confirmado como um dos quatro pilotos participantes do teste de pré-temporada da Fórmula E da Jaguar Racing em Donington Park.

#### Virgin

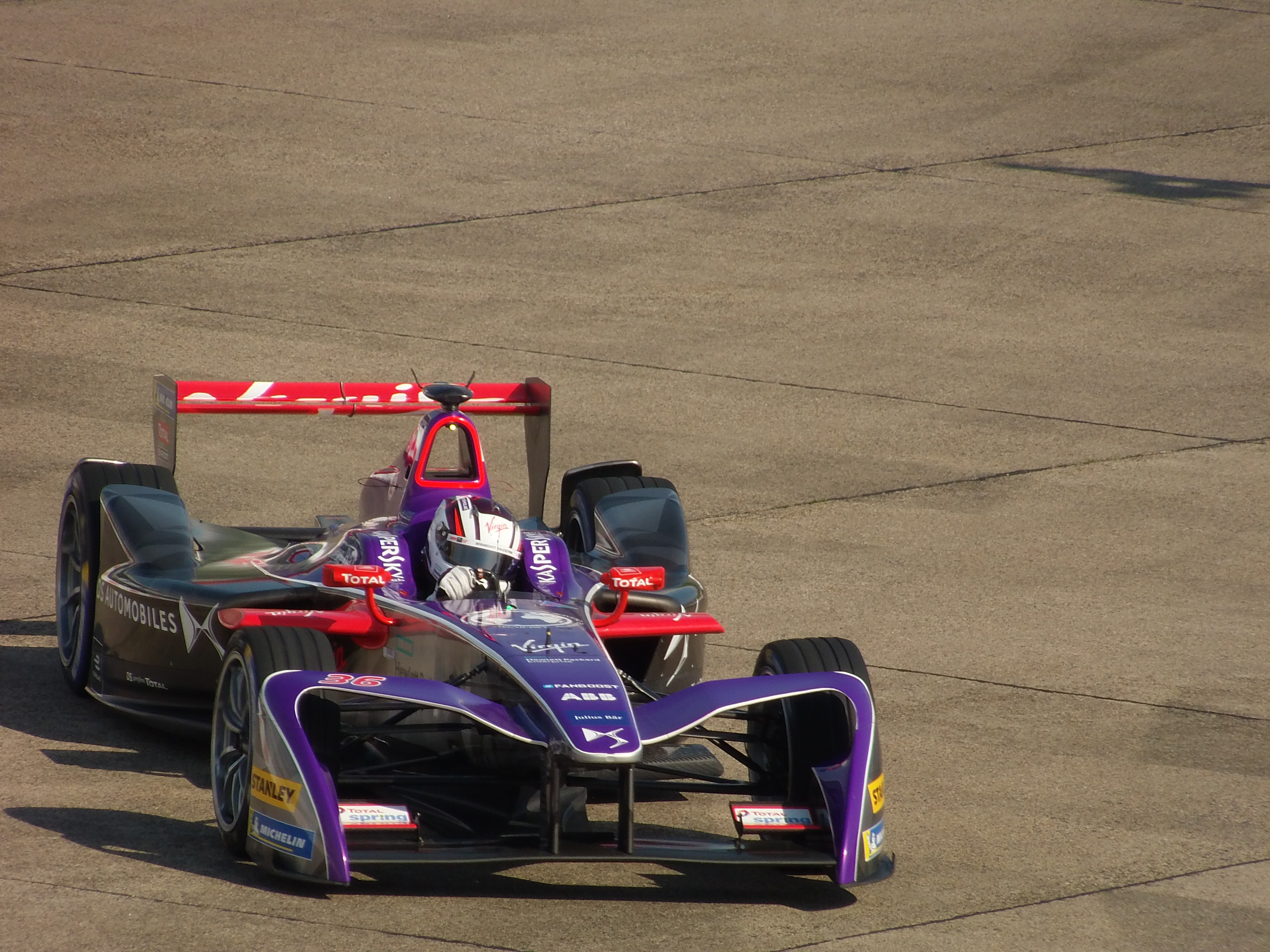
Lynn no ePrix de Berlim de 2018

Em janeiro de 2017, Lynn foi contratado como piloto reserva da DS Virgin Racing. posteriormente, fez sua estreia nas corridas em julho no ePrix de Nova Iorque, no lugar de José María López, que tinha compromissos no WEC. Lynn se classificou na pole em sua primeira corrida, mas abandonou as duas provas novaiorquinas. Com isso, somou 3 pontos e ficou em 23º e antepenúltimo lugar, à frente apenas de Mike Conway e Ma Qing Hua, que não pontuaram.
Com seu desempenho surpreendente em seu eP de estreia, Lynn acabou assumindo o posto de piloto titular na temporada seguinte, correndo ao lado do compatriota Sam Bird. Seu melhor resultado foi em Punta del Este, quando ele chegou em sexto lugar. Lynn pontuou em cinco das doze provas, todas na primeira metade da temporada, mas passou em branco na segunda metade e fechou sua primeira temporada completa em décimo sexto, com dezessete pontos, bem distante de Bird, que foi o terceiro colocado e fez oito vezes mais pontos.

#### Jaguar
Em abril de 2019, foi anunciado como substituto do brasileiro Nelson Piquet Jr. na equipe Panasonic Jaguar Racing para disputar o restante da temporada 2018–19. Teve desempenho melhor do que Piquet, que só pontuou uma vez com um décimo lugar, ao contrário de Lynn, que conseguiu pontuar em duas etapas e teve como melhor resultado um sétimo lugar na Suíça. Isso deixou Lynn com dez pontos e a décima oitava colocação.

#### Mahindra
Em junho de 2020, a Mahindra anunciou a contratação de Lynn como substituto de Pascal Wehrlein para a disputa das três rodadas duplas que foram realizadas em Berlim como parte final da temporada de 2019–20. Nas três últimas corridas, se destacou ao estar no Top-10, tendo como melhor resultado um quinto lugar na quinta prova berlinense. Com isso, Lynn fechou o ano em décimo sétimo, com dezesseis pontos, apenas dois a mais do que Wehrlein.

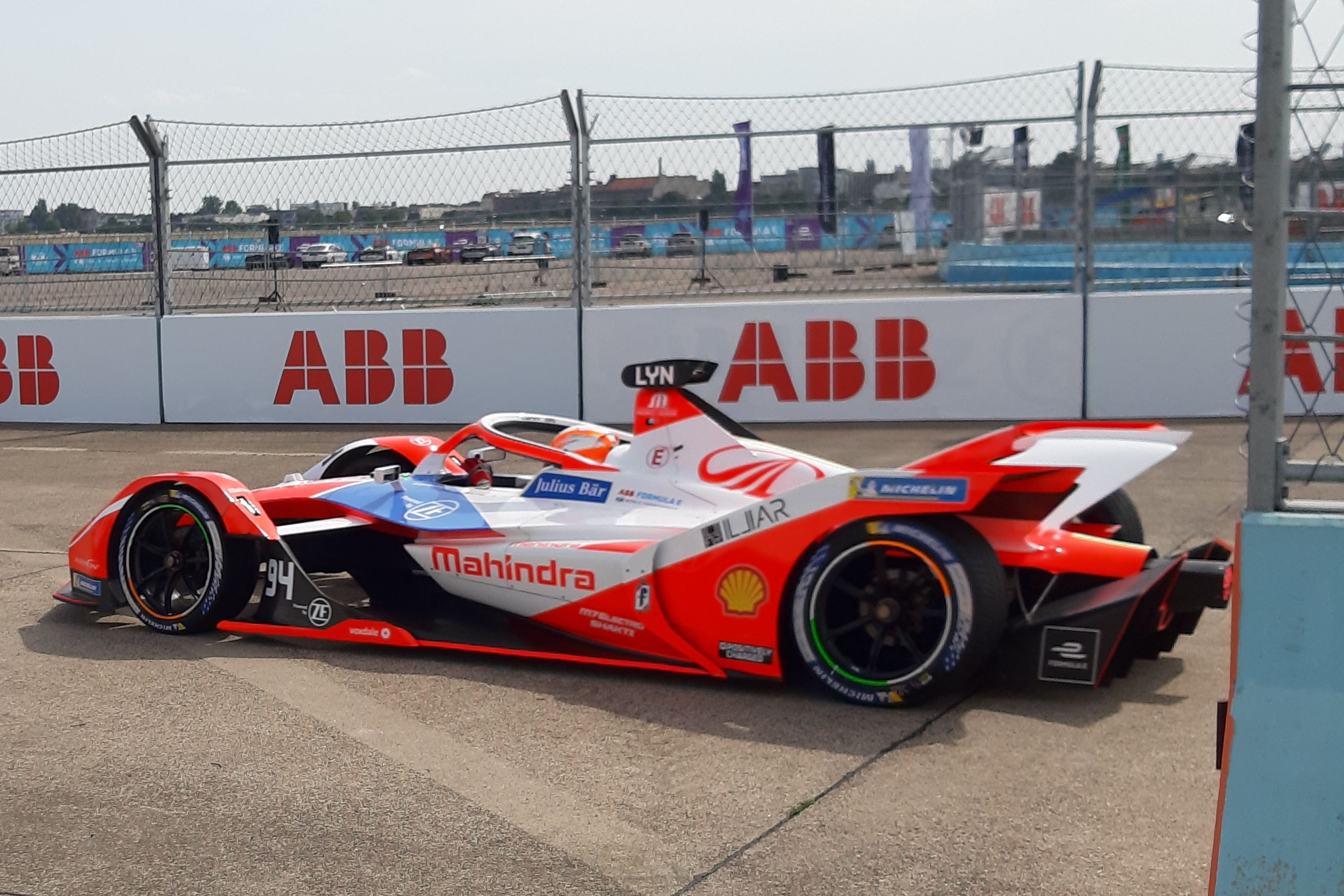
Lynn no ePrix de Berlim de 2021

Em 25 de novembro de 2020, foi anunciada a contratação de Lynn pela equipe Mahindra Racing para a disputa da temporada de 2020–21, com seu compatriota Alexander Sims sendo seu novo companheiro. Essa foi a melhor temporada de Lynn na F-E, pois ele obteve três pódios, incluindo sua primeira e até agora única vitória na categoria, conquistada na corrida 2 do ePrix de Londres graças à desclassificação do vencedor original, Lucas Di Grassi. Apesar de ter somado os mesmos 78 pontos de René Rast, Lynn ficou acima dele no campeonato de pilotos, sendo o 12º colocado, justamente por conta dessa vitória.
Mas mesmo tendo sido o melhor piloto da Mahindra da temporada, Lynn não conseguiu renovar com a equipe para 2021–22, com Sims sendo mantido e sua vaga indo para outro britânico, Oliver Rowland.

## Corridas de resistência

### Mundial de Endurance

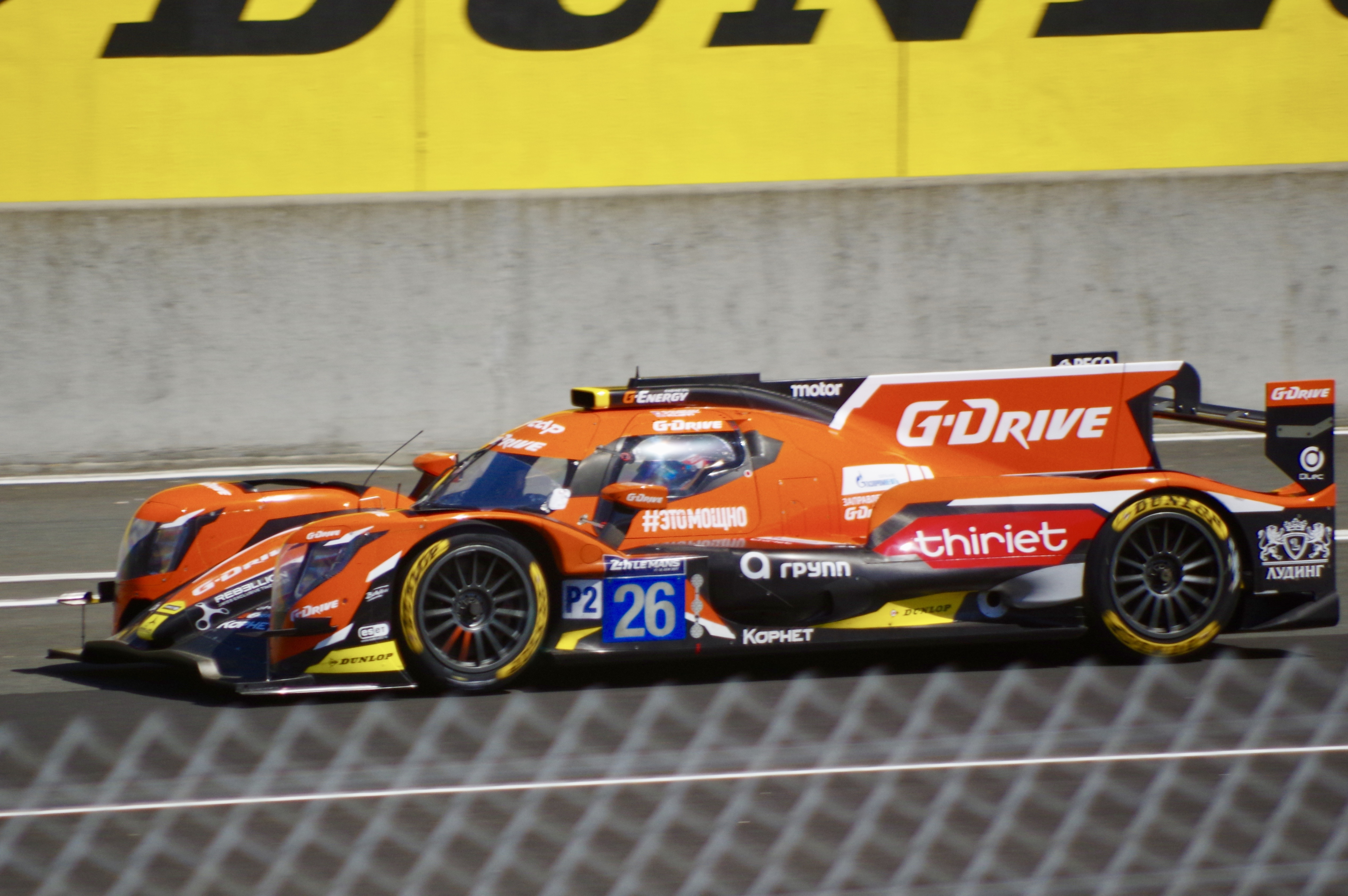
Carro de Lynn, Rusinov e Thiret nas 24 Horas de Le Mans de 2017

Em 2016, depois de finalizar a GP2, Lynn estreou nas últimas três corridas do Campeonato Mundial de Endurance na categoria LMP2 com a equipe Manor Motorsport. No ano seguinte, o britânico continuou a correr meio período no campeonato com a equipe russa G-Drive Racing. Junto com Roman Rusinov e Pierre Thiriet, ele alcançou sua primeira vitória nas 6 Horas de Spa-Francorchamps. 
Para a temporada 2018-19 do WEC, ele se muda para a classe LMGTE Pro com a equipe Aston Martin Racing. Em dois anos ao volante do Vantage AMR, ele conquistou duas vitórias de classe, incluindo as 24 Horas de Le Mans de 2020. Em 2021, ele deixou a série para se concentrar na Fórmula E, retornando apenas para disputar as 24 Horas de Le Mans daquele ano, em que ele terminou em nono na classificação geral.
Mas após se ver sem vaga na Fórmula E em 2022, Lynn retorna ao Endurance, correndo na classe LMP2 com a equipe de Zak Brown, a United Autosports. O maior destaque do ano foi o pódio nas 8 Horas do Barém.

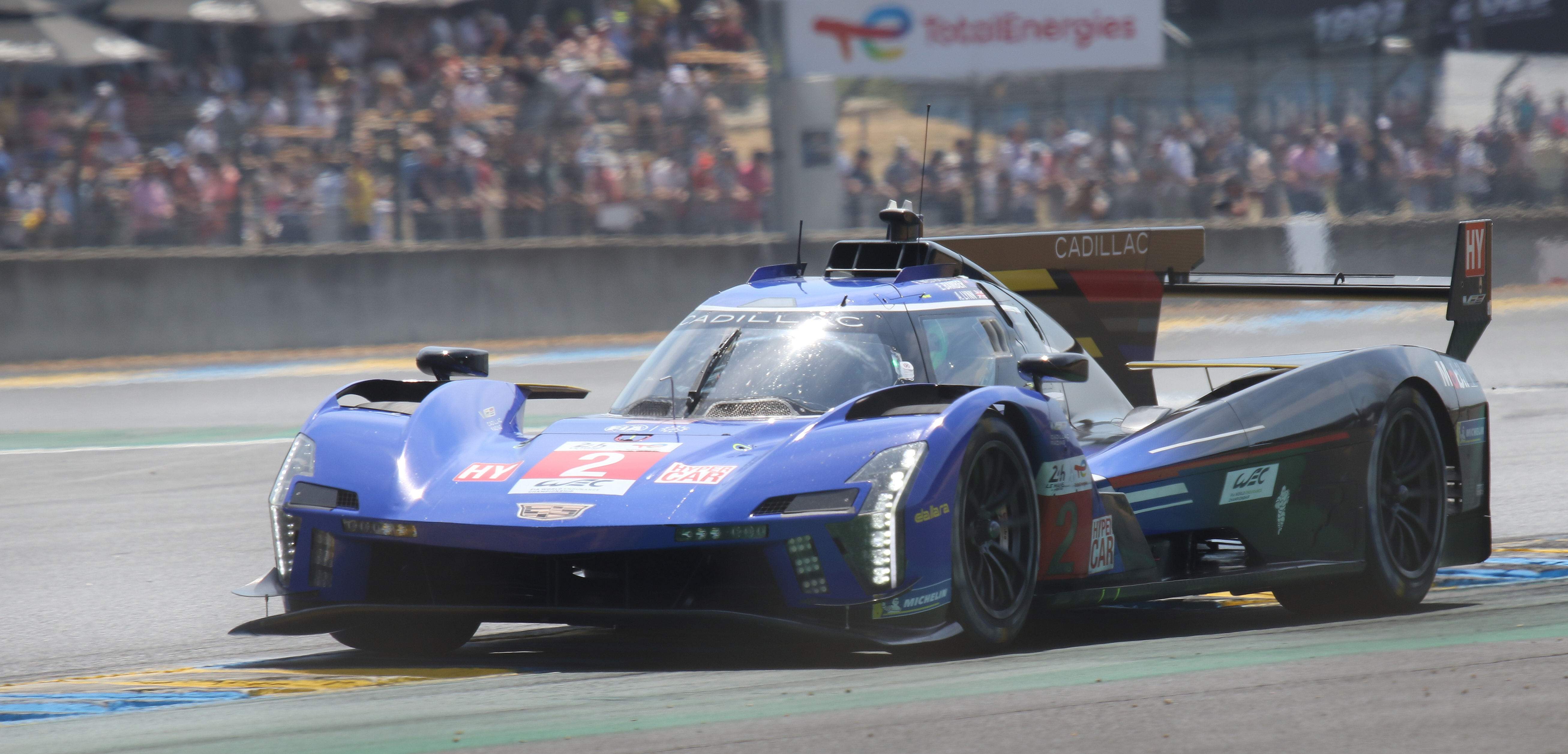
Cadillac V-Series de Lynn, Bamber e Westbrook nas 24 Horas de Le Mans de 2023

Para a temporada de 2023, a marca Cadillac entra no Mundial de Endurance com o novo Cadillac V-LMDh, com Lynn, Earl Bamber e Richard Westbrook escolhidos como pilotos oficiais na classe Hypercar. Na edição de 2023 das 24 Horas de Le Mans, eles conquistaram o terceiro lugar geral, atrás da Ferrari e da Toyota.
Novamente com a Cadillac para 2024, Lynn e seus companheiros não obtiveram nenhum pódio, tendo como melhor resultado um quarto lugar na Lone Star Le Mans. Eles tinham feito a pole das 6 Horas de Fuji, mas abandonaram.
O piloto britânico também está confirmado para a temporada de 2025 entre os pilotos da Cadillac, pilotando pela equipe Jota.

### IMSA SportsCar
Com o Cadillac DPi-V.R da equipe Wayne Taylor Racing, Alex Lynn, juntamente com Ricky Taylor e Jordan Taylor, venceu as 12 Horas de Sebring de 2017.
Em 2022, Lynn fez a temporada completa da IMSA SportsCar Championship (classe DPi) com a equipe Cadillac. Na série americana, correu pela primeira vez nas 24 Horas de Daytona partilhando o Cadillac DPi-V.R com Earl Bamber e dois antigos pilotos de Fórmula 1, Kevin Magnussen e Marcus Ericsson. Após o sexto lugar em Daytona, ele venceu as 12 Horas de Sebring junto com Bamber e Neel Jani e terminou em segundo em Long Beach. No resto da temporada, ele obteve mais três pódios e terminou em quarto lugar na classificação, junto com Earl Bamber.
Lynn retornou a Daytona em 2023, onde foi quarto colocado, e em 2024, juntamente com Bamber e Westbrook, sendo wild card, mas eles abandonaram a prova.
Lynn estava programado para disputar algumas provas do IMSA em 2025, incluindo as 24 Horas de Daytona, compartilhando o carro nº 40 da Cadillac Wayne Taylor Racing com Louis Delétraz, Jordan Taylor e Kamui Kobayashi. Mas desistiu de participar da prova de abertura da IMSA por conta de uma doença.

### European Le Mans Series

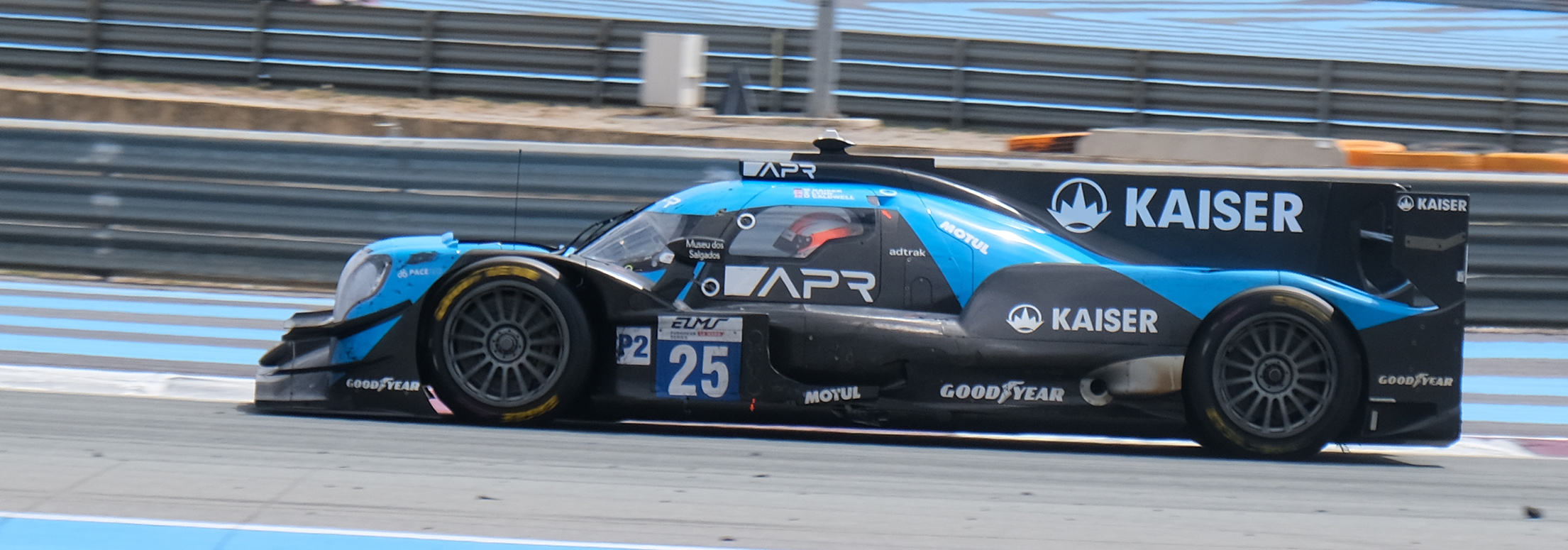
Carro de Lynn, Kaiser e Caldwell nas 4 Horas de Le Castellet de 2024

Em 2023, além de seus compromissos com o WEC, Lynn se juntou à equipe Algarve Pro Racing competindo na European Le Mans Series no carro 25, juntamente com James Allen e Kyffin Simpson pela classe LMP2. Com duas vitórias em Paul Ricard e Spa-Francorchamps, e mais três pódios, o trio de Lynn foi campeão da categoria, somando 113 pontos, 13 a mais do que o trio da United Autosports USA formado por Phil Hanson, Oliver Jarvis e Marino Sato.

Seguiu na ELMS para 2024, repetindo a parceria com a Algarve e dividindo o carro #25 com Matthias Kaiser e Olli Caldwell. Com essa nova formação, Lynn não voltou a vencer, tendo dois segundos lugares como melhores resultados e fechando o ano em quinto, com 50 pontos.